# 川嶋紗南
川嶋 紗南（かわしま さな、2000年3月10日 - ）は、日本の女優。元子役。NEWSエンターテインメント・スクールに所属。現在はモデルとして活動。

## 人物
- 趣味・特技:トランペット、剣道[1]。
- 長所:クヨクヨしない、食べ物の好き嫌いがない、老若男女問わず仲良くできる。
- 短所:ものぐさ、ぼんやり好き。
- 身長159cm。
- 歌とダンスを習いたかったのでレッスンをはじめたのがきっかけでデビュー。

## 出演

### ドラマ
- 月曜ゴールデン 示談交渉人甚内たま子裏ファイル 6（2008年5月26日、TBS） - 北村奈々 役
- 月曜ゴールデン 捜し屋 諸星光介が走る 4（2008年6月2日、TBS） - 川中美緒 役
- モンスターペアレント 第3話（2008年7月15日、フジテレビ） - ませた女子2 役
- 白い春 第1 - 3話 （2009年4月14日 - 4月28日、フジテレビ） - 沙織 役
- ハガネの女 第5・6話（2010年6月25日・6月25日、テレビ朝日） - 杉本彬子 役
- 水戸黄門 第42部 第9話「悪事を見抜いた鑑定人・敦賀」（2010年12月6日、TBS / C.A.L） - お菊 役
- 告発〜国選弁護人 第1・7話（2011年1月13日・2月24日、テレビ朝日） - 佐原鶴子（幼少期） 役
- 隠密八百八町 第2話（2011年1月15日、NHK） - いと 役
- それでも、生きてゆく 第2話（2011年7月14日、フジテレビ） - 双葉の友達 役
- ABUアジア子どもドラマシリーズ「遠足」（2011年、NHK教育）- 主演・須藤えつ子  役
- 大河ドラマ 平清盛（2012年、NHK） - 平徳子（少女期） 役
- 悪夢ちゃん（2012年10月 - 12月、日本テレビ） - 大川美咲 役
  - 悪夢ちゃんスペシャル（2014年5月2日、日本テレビ）
- お天気お姉さん 第5話（2013年5月10日、テレビ朝日） - 榎本有紗 役
- 先に生まれただけの僕（2017年10月 - 12月 、日本テレビ） - 月島紀子 役

### 映画
- 悪夢ちゃん The 夢ovie（2014年5月3日、東宝） - 大川美咲 役

### CM
- 富士通らくらくホン「らくらく持って、でかけよう。」篇（2007年）
- 伊藤園充実野菜「なんか元気」編（2008年）
- ソニー生命保険「ブランコ」篇「ひとつひとつの記憶」篇（2008年）
- タイトーニンテンドーDSソフト「みんなの水族館」（2010年）
- タイトーニンテンドーDSソフト「ペットショップ物語 DS 2」（2010年）
- スチール
  - 小学館「Latta」11月号
  - 東京ガス - カタログモデル
- ビデオパッケージ
  - アルツ
  - はなまるうどん（社内用） - 田島久美 役
  - カシオデジカメ

### DVD
- のだめカンタービレCD特典映像 - のだめ（幼少） 役